# Patri Friedman

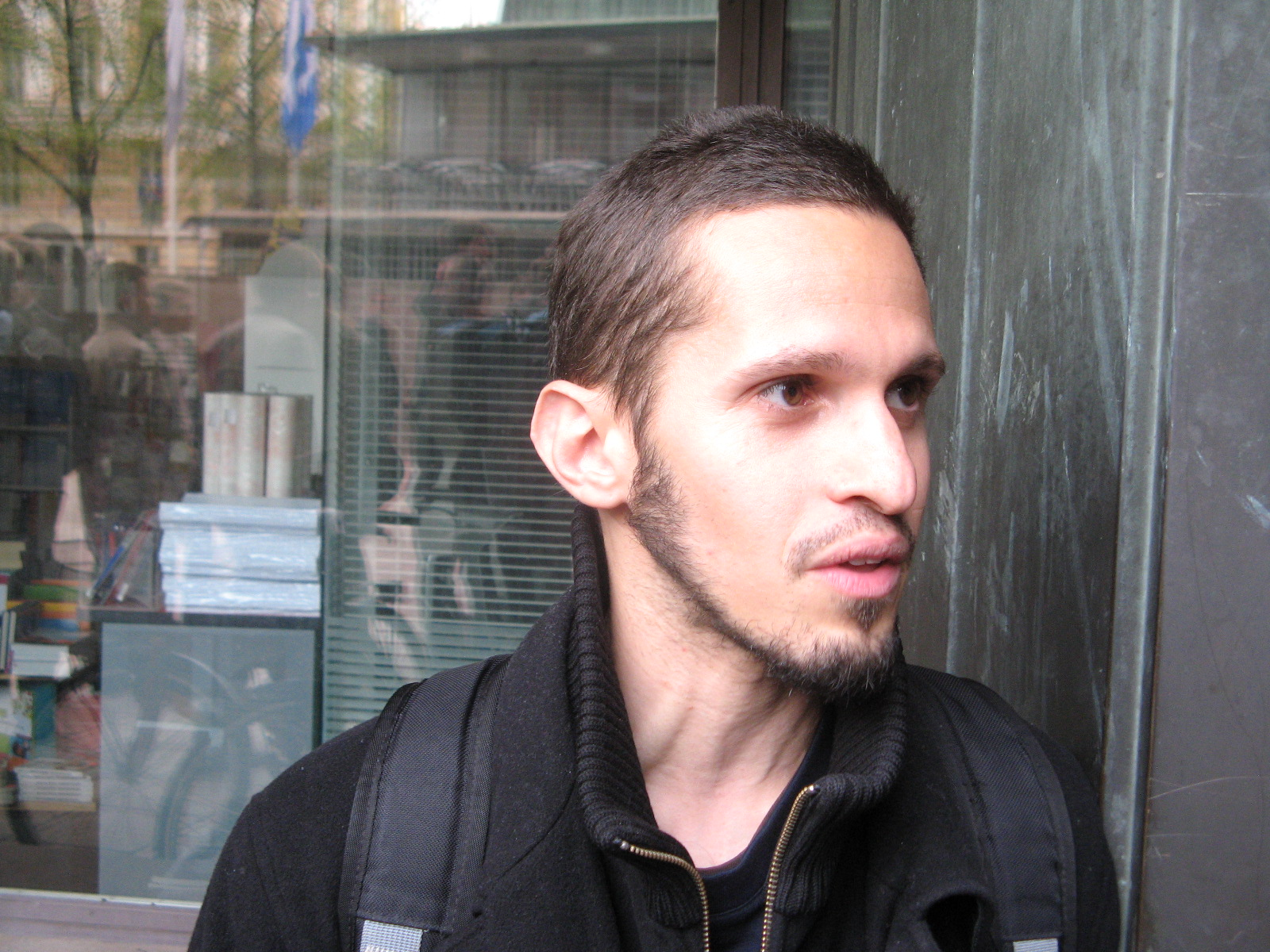
Patri Friedman

Patri Friedman (Blacksburg, Virginia, 29 juli 1976) is een anarcho-kapitalistische activist. Zijn streven is om meer vrijheid te bewerkstelligen door nieuwe landen te stichten die kunnen experimenteren met verschillende sociale structuren. Hij wil dit doen door drijvende gemeenschappen te bouwen in internationale wateren. Hij hoopt dat hiermee nieuwe kennis kan worden vergaard doordat mensen in de praktijk kunnen experimenteren met verschillende politieke systemen. Om dit doel te realiseren is hij, samen met Wayne Gramlich, het Seasteading Institute gestart op 15 april 2008.

## Levensloop
Friedman is opgegroeid in King of Prussia, Pennsylvania. Hij heeft een bachelordiploma in wiskunde behaald aan het Harvey Mudd College en een masterdiploma in informatica aan de Stanford University. Zijn MBA behaalde hij aan de Cardean University. Hij was vier jaar werkzaam als software-ontwikkelaar bij Google.
Friedman publiceert ook geregeld artikelen over politieke filosofie. Voorts is hij bestuurslid van de transhumanistische organisatie Human+.

## The Seasteading Institute

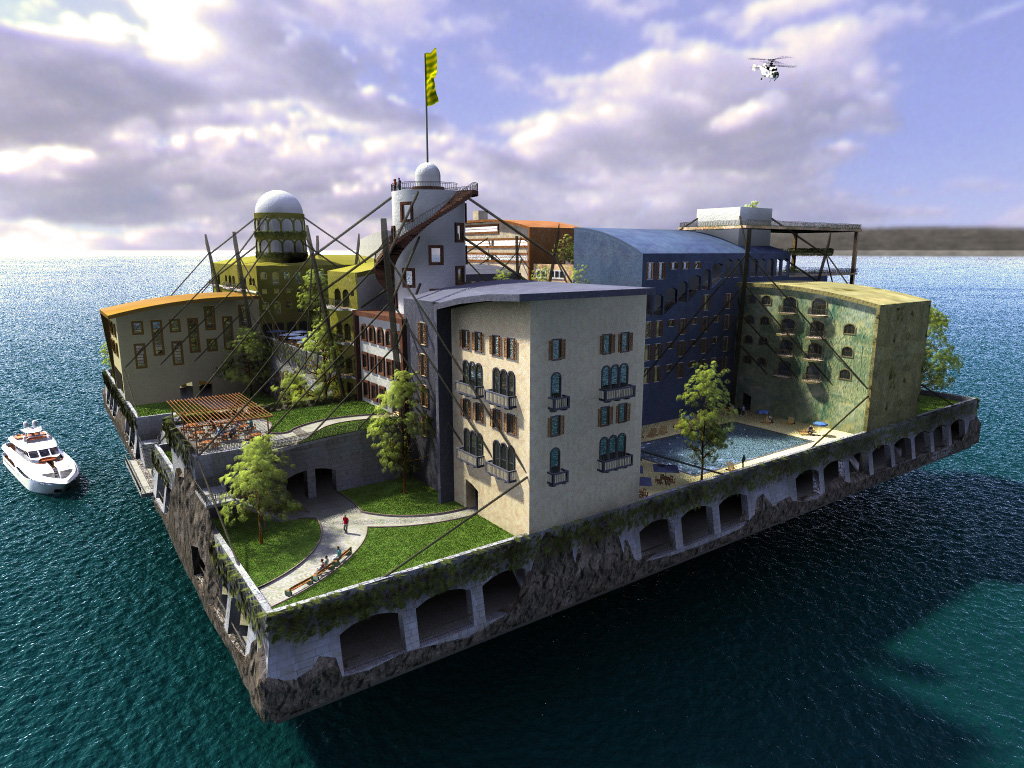
András Gyõrfi's "The Swimming City"

The Seasteading Institute is een organisatie die het mogelijk wil maken autonome, mobiele gemeenschappen te bouwen in internationale wateren. Friedman is hiertoe geïnspireerd door het artikel "SeaSteading – Homesteading on the High Seas" van Gramlich.
Zijn streven is om dit idee op een betaalbare wijze in de praktijk te brengen.
Het project kreeg in 2008, met name in de VS, veel media-aandacht (onder andere op CNN en in Wired Magazine) nadat Peter Thiel, een van de oprichters van PayPal, een half miljoen dollar in het instituut stak en zich positief uitliet over de haalbaarheid van het project.
"Als Seasteading een haalbare mogelijkheid wordt, wordt het wisselen van overheid een kwestie van ernaartoe zeilen zonder ook maar je huis te verlaten”, vatte Friedman het samen op de eerste Seasteading conferentie.
Oorspronkelijk was dit voor Friedman een deeltijd project waar hij één dag in de week aan zou besteden naast zijn werkzaamheden voor Google, maar op 29 juli 2008 verliet Friedman Google om zich volledig te kunnen concentreren op dit project. Bij aanvang van het project was het doel om het eerste platform te realiseren in 2010 in de Baai van San Francisco. Later is dit doel bijgesteld naar 2014.

## Persoonlijk
Patri Friedman is kleinzoon van Nobelprijswinnaar in de economie (1976) Milton Friedman en econome Rose Friedman, en zoon van de econoom en natuurkundige David D. Friedman.